# Ley
Ley è un comune francese di 113 abitanti situato nel dipartimento della Mosella nella regione del Grand Est.
È uno dei comuni che facevano parte dell'antica regione francese del Saulnois.

## Società

### Evoluzione demografica
Abitanti censiti